# مجموعه استورم‌لایت
مجموعه استورم‌لایت (انگلیسی: The Stormlight Archive) مجموعه‌ای از رمان‌های خیال‌پردازی حماسی به قلم نویسندهٔ آمریکایی براندون سندرسون است. اولین رمان این مجموعه، طریق شاهان، در ۳۱ اوت ۲۰۱۰، رمان دوم Words of Radiance در ۴ مارس ۲۰۱۴ و رمان سوم Oathbringer در ۱۴ نوامبر ۲۰۱۷ به چاپ رسید. به گفتهٔ ساندرسون این مجموعه شامل دو بخش پنج کتابی (ده کتاب در کل) خواهد بود.

## فهرست کتاب‌ها
| # | عنوان             | تعداد صفحات جلد سخت | تعدا صفحات جلد کاغذی | تعداد فصل‌ها | تعداد کلمات (انگلیسی) | کتاب صوتی | نشر تاریخ      | توضیحات                                             |
| - | ----------------- | ------------------- | -------------------- | ----------- | --------------------- | --------- | -------------- | --------------------------------------------------- |
| 1 | طریق شاهان        | ۱۰۰۱                | ۱۲۸۰                 | ۷۵          | ۳۸۳٬۳۸۹               | 45h 34m   | ۳۱ اوت ۲۰۱۰    | تمرکز بر کالادین (روایت فلش‌بکی او)                  |
| 2 | Words of Radiance | ۱۰۸۷                | ۱۳۲۸                 | ۸۹          | ۳۹۹٬۴۳۱               | 48h 14m   | ۴ مارس ۲۰۱۴    | تمرکز بر شالان (روایت فلش‌بکی او)                    |
| 3 | Oathbringer       | ۱۲۴۸                |                      | ۱۲۲         | ۴۵۰٬۰۰۰               | 55h 02m   | ۱۴ نوامبر 2017 | تمرکز بر دلینار (روایت فلش‌بکی او)                   |
| ۴ |                   |                     |                      |             |                       |           | ۲۰۲۰           | تمرکز بر اشونای (روایت فلش‌بکی او) و ونلی (زمان حال) |
| ۵ |                   |                     |                      |             |                       |           |                | تمرکز بر ذث                                         |